# 圣约瑟夫德邦
圣约瑟夫德邦（法語：Saint-Joseph-des-Bancs，法語發音：[sɛ̃ ʒozɛf de bɑ̃]）是法国阿尔代什省的一个市镇，属于拉让蒂耶尔区。

## 地理
圣约瑟夫德邦（44°44'13"N, 4°24'43"E）面积12.89 平方千米，位于法国奥弗涅-罗讷-阿尔卑斯大区阿尔代什省，该省份为法国东南部内陆省份，北起顺时针与卢瓦尔省、伊泽尔省、德龙省、沃克吕兹省、加尔省、洛泽尔省和上盧瓦爾省接壤。
与圣约瑟夫德邦接壤的市镇（或旧市镇、城区）包括：热内斯泰勒、古尔东、圣昂代奥德瓦尔、圣于连迪加。

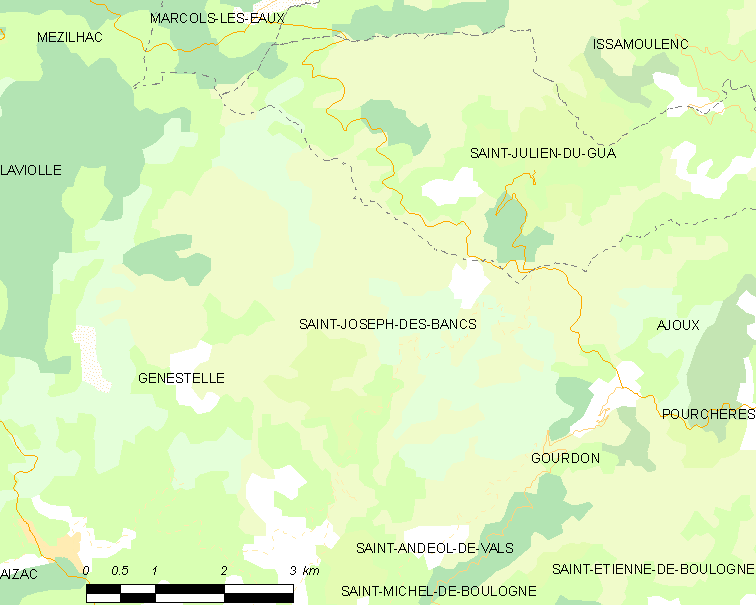
圣约瑟夫德邦的OSM定位图

圣约瑟夫德邦的时区为UTC+01:00、UTC+02:00（夏令时）。

## 行政
圣约瑟夫德邦的邮政编码为07530，INSEE市镇编码为07251。

## 政治
圣约瑟夫德邦所属的省级选区为欧布纳第一县。

## 人口

1962-2008年间圣约瑟夫德邦人口变化图示

圣约瑟夫德邦于2022年1月1日时的人口数量为191人。